# 감출 수 없는 본능 - 몰카
"감출 수 없는 본능 - 몰카"는 2016년에 개봉한 대한민국의 영화이다. 

## 캐스팅
- 이선주 : 지수 역
- 박정환 : 태주 역
- 장용석 : 창수 역
- 여현수 : 강 형사 역
- 이은미 : 지수의 엄마 역
- 유상훈 : 덩치 1 역
- 음창옥 : 덩치 2 역
- 은서 : 유부녀 2 역
- 윤예성 : 택시기사 역
- 이소윤 : 여의사 역
- 양지호 : 선주 역
- 이웅희 : 취조하는 형사 역
- 조석근 : 햄버거집 가족아빠 역
- 이현주 : 햄버거집 가족엄마 역
- 박사랑 : 햄버거집 가족아이 1 역
- 송현 : 햄버거집 가족아이 2 역
- 송슬 : 햄버거집 가족아이 3 역
- 차명숙 : 생선가게 주인 역
- 손미지 : 아가방 사장님 역
- 김호두 : 도박장 김사장 역
- 박한선 : 도박장 남자 역
- 정기숙 : 분식집 할머니 역
- 유윤선 : 기자 역
- 전승 : 경찰 1 역
- 박창용 : 경찰 2 역
- 손아영 : 현장 목소리
- 박선영 : 기자 목소리
- 박창용 : 택배 목소리